# ماريا جمبريان
ماريا جمبريان (يريفان، 1 أكتوبر 1925) عازفة بيانو أرمنية.
درست حتى عام 1948 في معهد لينينغراد الموسيقي تحت إشراف كونستانتين إيغومينوف، الذي كان يفخر بتشكيل شخصيتها الفنية، تليها دراسات عليا في معهد موسكو الموسيقي تحت إشراف هاينريش نيوهاوس وليف أوبورين. درست في معهد لينينغراد الموسيقي من عام 1956، وفي كلية جيسين بعد انتقالها إلى موسكو في عام 1960. هناك درست معظم حياتها حتى عام 2017. حصلت على ميدالية الفنانة الأرمنية آر إس إس والاتحاد الروسي في عام 1966 و2005 على التوالي.